# Partyka
Partyka – nazwisko używane w Polsce.
Na początku lat 90. XX wieku nosiło je w Polsce 6925 pełnoletnich osób. Najwięcej w dawnym woj. tarnobrzeskim (947 osób), katowickim (481 osób) i wrocławskim (353 osoby).

## Encyklopedyczne osoby o nazwisku Partyka
- Andrzej Paweł Partyka – wokalista i basista zespołu Zdrój Jana
- Antonina Partyka (1908–2020) – polska superstulatka
- Artur Partyka (ur. 1969) – skoczek wzwyż
- Jacek Partyka – pseudonim Tadeusza Isakowicza-Zaleskiego
- Jacek Partyka (ur. 1973) – literaturoznawca, tłumacz
- Jan Partyka (1931–2019) – kolekcjoner militariów z okresu wojennego, działacz społeczny
- Kazimierz Partyka (1890–1940) – pułkownik Wojska Polskiego, ofiara zbrodni katyńskiej, zamordowany w Kijowie
- Kazimierz Partyka (1893–1940) – posterunkowy Policji Państwowej, ofiara zbrodni katyńskiej, zamordowany w Kalininie
- Kazimierz Partyka – duchowny rzymskokatolicki, dziekan Dekanatu Nisko
- Marcin Partyka – kompozytor i pianista
- Mariusz Partyka (ur. 1976) – poeta
- Michał Partyka (ur. 1985) – śpiewak operowy
- Natalia Partyka (ur. 1989) – tenisistka stołowa
- Zygmunt Partyka – historyk, b. dyrektor Archiwum Państwowego w Katowicach